# Grote Markt (Diksmuide)

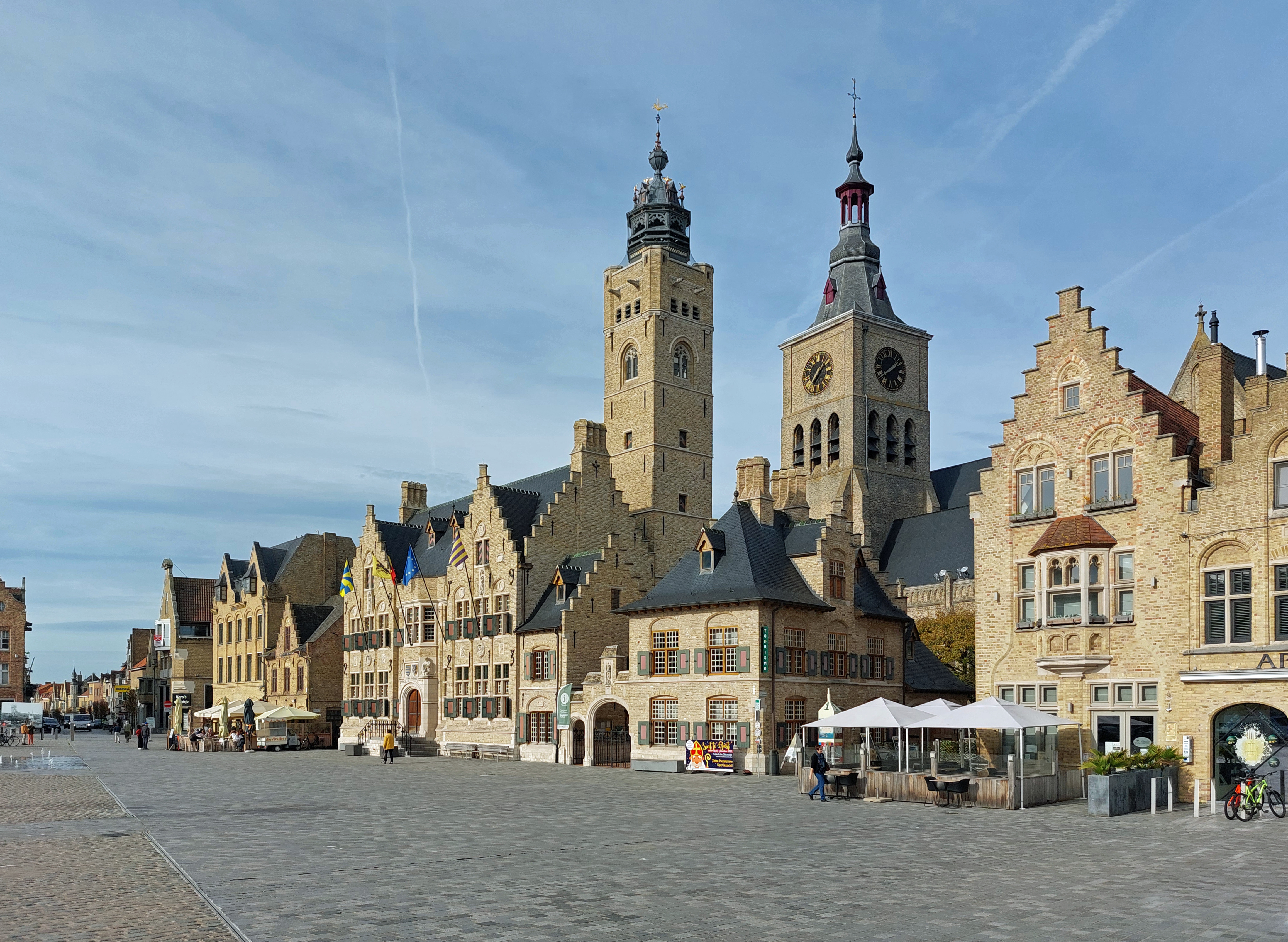
Noordzijde met stadhuis en torens

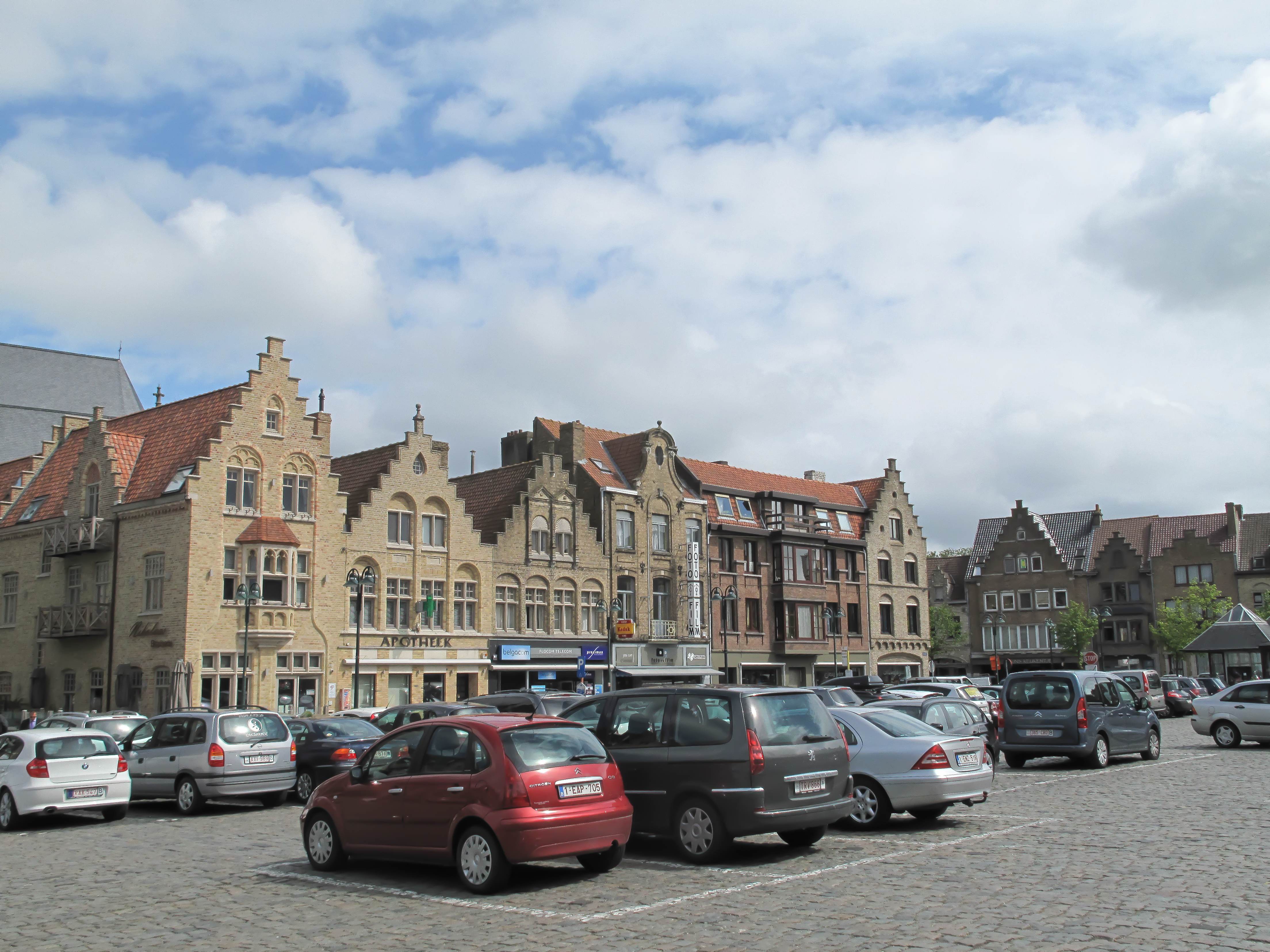
De zuidkant vóór de heraanleg

De Grote Markt is het plein midden in het centrum van het Belgische stad Diksmuide. Het is trapezoïdaal van vorm en bekleed met kasseien (zones in Belgisch porfier en in vlak graniet). Centraal in een plantsoen staat het Monument voor generaal Jacques.

## Bebouwing
De huizen op de Grote Markt dateren grotendeels van de wederopbouw na de Eerste Wereldoorlog, die werd gecoördineerd door de Brugse architect Jozef Viérin. Er werd weinig of niet afgeweken van de vroegere perceelgrenzen. Bijna zonder uitzondering zijn de huizen in een regionale neogotische stijl met gele bakstenen en topgevels. Andere neostijlen zijn de neorococo van Grote Markt 33 en de Vlaamse renaissance van het stadhuis. Alleen de rode baksteenarchitectuur van het Casinohotel van Huib Hoste brak hiermee, hoewel verbouwingen weinig overlieten van het oorspronkelijke kubistisch formalisme.
Aan de noordkant staat het Stadhuis van Diksmuide, met daarachter de torens van het belfort en de Sint-Niklaaskerk. Een ander belangrijk gebouw is de Boterhalle, die vanaf 2024 werd herbouwd als een moderne evenementensite.
Onder het straatniveau bevinden zich vier schuilkelders uit de Tweede Wereldoorlog.

## Sculpturen
Op de Grote Markt staan twee beeldhouwwerken: centraal het bronzen standbeeld van Jules Alphonse de Dixmude (Alfred Courtens, 1930) en zuidwestelijk de vergulde sculptuur 't Manneke uit de Mane (Adhémar Vandroemme, 1978).

## Geschiedenis
De Grote Markt is aangelegd in de middeleeuwen en wordt weergegeven op het 16e-eeuwse stadsplan van Jacob van Deventer.
Bij de heraanleg van gevel tot gevel in 2016-2018 is gekozen voor een bestrating zonder niveauverschillen. De parking, die voordien het hele plein innam, werd beperkt tot de zuidkant, met compensatie ondergronds ter hoogte van de Boterhalle. Het autoverkeer werd binnen een circulatieplan teruggebracht tot bestemmingsverkeer.

## Evenementen
De Grote Markt biedt ruimte voor verschillende evenementen. Jaarlijks zijn er de Paasfoor, de Boter- en Kaasfeesten op Pinkstermaandag (sinds 1976) en de Kerstmarkt. Elke week is er maandagmarkt en boerenmarkt (op zaterdagnamiddag).

## Omliggende straten
Generaal Baron Jacquesstraat, Kiekenstraat, De Breyne Peellaertstraat, Stationsstraat, Admiraal Ronarchstraat, Konijnenstraat, Koning Albertstraat, Reuzemolenstraat

## Voetnoten
1. 1 2  Diksmuide Grote Markt, Hosper (bezocht 24 juni 2025)
2. ↑  Sculptuur 't Manneke uit de Mane, Inventaris Bouwkundig Erfgoed (bezocht 24 juni 2025)